# Rhopalizus laetus
Rhopalizus laetus là một loài bọ cánh cứng trong họ Cerambycidae.